# Manuel Balbi
Manuel Rojas Balbi (Guadalajara, 13 de março de 1978) é um ator mexicano de televisão, cinema e teatro.

## Biografia
Manuel Balbi, começou seus estudos de atuação na cidade de San Luis Potosí aos 16 anos em uma oficina de acrobacia e como suporte em uma oficina de teatro do Instituto Mexicano de Segurança Social (IMSS) na capital de Potosí. Em 1996, aos 18 anos, mudou-se para a Cidade do México, depois de ser aceito na escola de atuação da empresa de telecomunicações Televisa, o Centro de Educação Artística (CEA). Durante três anos, ele estuda, já de maneira profissional, atuando na aula de teatro, televisão, filme e análise de texto, história de teatro, psicologia, estilos de dança, jazz, clássico, expressão corporal, vocalização e voz corporal. Atores renomados, como Rosa María Bianchi, Salvador Sánchez (ator) e Flora Dantus, entre outros, eram seus professores. Outros estudos realizados por Manuel Balbi incluem oficinas em Casazul, da Argos Comunicación, ministradas por Teresina Bueno, Clarisa Maleiros e Margie Bermejo. Em 2002, estudou técnicas cinematográficas com o ator Luis Felipe Tovar na academia El Set.

## Filmografia

### Televisão
- 100 días para enamorarnos (2020)
- El dragón (2019-2020) Héctor Bernal
- Falsa identidad (2018) Eliseo Hidalgo Virrueta
- Por amar sin ley (2018-2019)  Leonardo Morán
- José José (2018)  Nacho
- Guerra de ídolos (2017)  David
- El señor de los cielos (2014-2017)   Rodrigo Rivero Lanz
- El Mariachi (2014) Víctor Cruz
- Fortuna (2013)  Jerónimo Durán
- La patrona (2013) Fernando Beltrán Guerra
- Rosa diamante (2012)   Gabriel Robles
- Morir en martes 2(2011)  Santiago Vázquez
- Las Aparicio (2010)   Mauro
- Vuélveme a querer (2009)  Rafael Mejía
- Deseo prohibido (2008)  Juan Antonio Zedeño
- La viuda de Blanco (2006)  Megateo Díaz
- Decisiones:
- Profesora de Química (2005)  Nicolás
- La hija del pecado (2005)  Ángel
- La tormenta (2005)  Jesús Niño Camacho Segura
- Gitanas (2004)  Mirko

### Filmes
- (2014) Casi Treinta. Emilio
- (2012) Chiapas, The Heart of Cofee. Eduardo
- (2010) De día y de noche. Urbano Libra
- (2010) Seres: Génesis Graco
- (2002) Sangre Joven. Arkanes

## Teatro
- La Caja (2012/2013) Lorenzo
- I Love Romeo y Julieta (2012) Paris
- 12 Princesas en Pugna (2012) Pizzero y enfermero
- Hairspray. Comedia musical (2010) Link Larkin
- Hamelin (2008-2009) Pablo Rivas
- El Loco y la Camisa (2014-2015) "Mariano"
- Maldito amor (2016) "Joaco"
- Somos eternos (2016) "El"
- Limítrofe (2016-2017) "ortorexico, guadalupano, amigo de Oliver"
- Doblada al español. Microteatro (2014-2015) "Chris"
- La visita. Teatro en corto (2015) "Hijo"
- Primero Dios. Teatro en corto (2017) "Jesús"

## Prêmios
Prêmio revista Telenovelas de Bulgaria como melhor ator de elenco por sua participação na telenovela La viuda de Blanco Bulgaria, 2007.
| Ano  | Prêmio            | Categoria                      | Obra                   | Resultado |
| ---- | ----------------- | ------------------------------ | ---------------------- | --------- |
| 2015 | Your World Awards | Melhor Ator Coadjuvante: Série | El Señor de los Cielos | Indicado  |

## Ligações Externas
- Manuel Balbi. no IMDb.